# Festin d'écrevisses

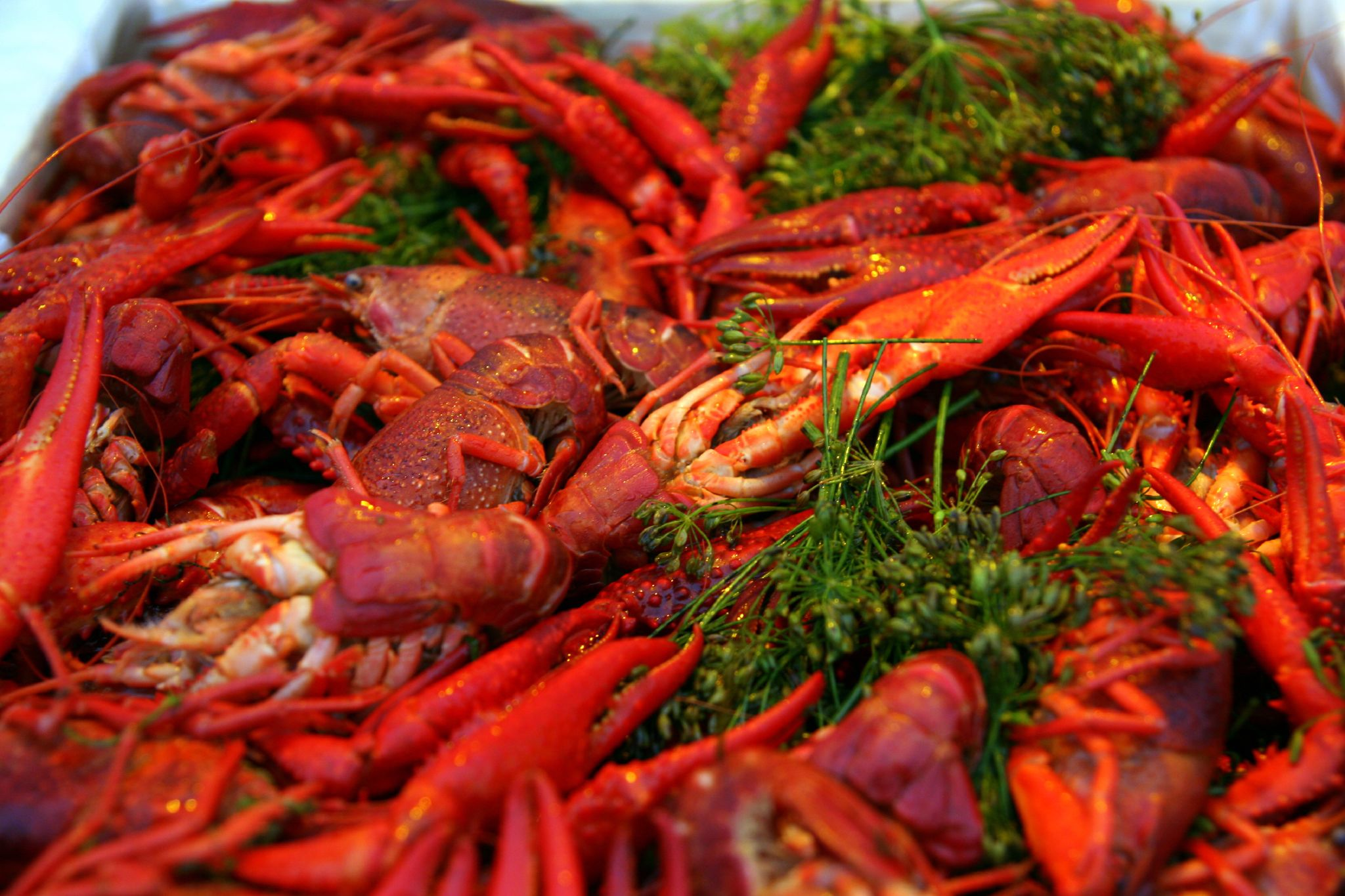
Écrevisses cuisinées à l'aneth.

Le festin d'écrevisses (kräftskiva) est une fête populaire typiquement suédoise où on déguste des écrevisses, et qui se déroule chaque année à la fin de l'été.

## Présentation
Dégustées en plein air et en toute simplicité, autour de longues tables éclairées par des bougies ou des lampions, les convives sont souvent affublés d'un chapeau pointu et d'une bavette représentant une écrevisse.
Pêchée à la nuit tombée, l’écrevisse doit être vivante lorsqu'elle est plongée dans le court-bouillon aromatisé de bouquets d’aneth sec. Les écrevisses se mangent froides et avec les doigts. Il est permis, aussi, de les aspirer bruyamment pour en extraire tout le suc. Elles sont accompagnées de pain et de Västerbottensost, un fromage bien affiné. Les boissons sont la bière et l'aquavit.
À noter que pour cette fête, les écrevisses locales ne suffisant plus à couvrir la demande, la Suède fait notamment appel à leurs cousines turques et américaines.